# 金家岭水库
金家岭水库是中国安徽省黄山市黟县境内的一座水库，位于新安江水系东亭河上，建于1970年。水库正常库容为1745万立方米，集雨面积为60平方千米，海拔为291.5米。